# Comité militaire révolutionnaire
Comité militaire révolutionnaire, également connu sous le nom Milrevcom (russe : Военно - революционный комитет, Военревком, ВРК), était le nom des organes militaires des soviets au début de la révolution d'Octobre (les soviets les plus significatifs étant ceux de Petrograd, de Moscou, et de la Stavka).

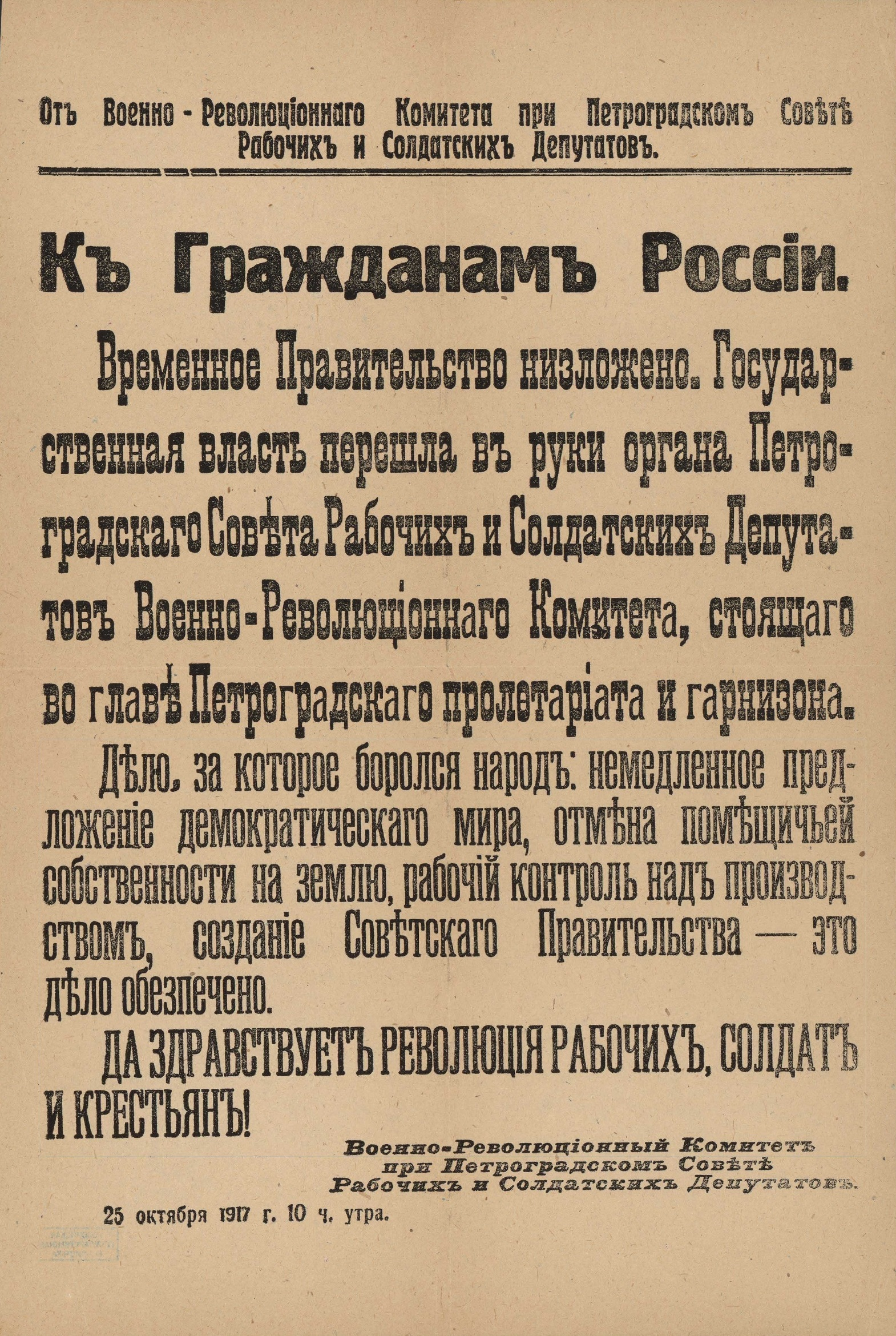
Fac-similé de la proclamation du Milrevcom annonçant la dissolution du gouvernement provisoire.

Ces comités ont été chargés de la préparation et la réalisation de la révolution d'Octobre, puis du contrôle de l'armée. Le Comité militaire révolutionnaire du Soviet de Petrograd a été créé le 16 octobre 1917 (dans le calendrier julien).
La proclamation de la dissolution du gouvernement provisoire de Russie, intitulée « Pour les citoyens de Russie », a été signée par le Comité militaire révolutionnaire de Petrograd et datée « 10 heures, 25 octobre 1917 ». 
Il se lit comme suit :
« Le gouvernement provisoire a été déposé. Le pouvoir de l'État est passé dans les mains de l'organe du Soviet des députés ouvriers et des délégués des soldats de Petrograd - le Comité militaire révolutionnaire, qui dirige le prolétariat de Petrograd et la garnison.
La cause pour laquelle le peuple a combattu, à savoir l'offre immédiate d'une paix démocratique, l'abolition de la propriété des terres, le contrôle des travailleurs sur la production, et l'établissement du pouvoir soviétique, cette cause a été obtenue. Vive la révolution des travailleurs, des soldats et des paysans ! »
Dans Les Leçons d'Octobre, Trotsky affirme que le Soviet de Petrograd est essentiellement entré dans un état d'insurrection armée avant le 25 octobre : « À partir du moment où nous, le Soviet de Petrograd, avions invalidé l'ordre de Kerensky de transférer deux tiers de la garnison au front, nous étions réellement entré dans un état d'insurrection armée... les résultats de l'insurrection du 25 octobre ont été au moins aux trois quarts réglés ». L'ordre de Kerensky a été rendu peu de temps après que les bolcheviks eurent obtenu une majorité dans le Soviet de Petrograd (Trotsky en a été élu président le 26 septembre). Le soviet a estimé que Kerensky tentait de supprimer le penchant révolutionnaire des troupes, qui suivaient les directives du soviet, et de les remplacer par d'autres qui ne s'opposeraient pas à ses ordres. 
Le 6 décembre/19 décembre 1917, le gouvernement bolchévique dissout le Comité militaire révolutionnaire, remplacé le lendemain dans ses fonctions par la Tcheka